# Mudalakoppalu, Krishnarajanagara
Mudalakoppalu là một làng thuộc tehsil Krishnarajanagara, huyện Mysore, bang Karnataka, Ấn Độ.